# 야마시로 준야
야마시로 준야(일본어: 山城 純也, 1985년 6월 19일 ~ )는 일본의 전 축구 선수이다.

## 구단 경력
과거 세레소 오사카, 사간 도스, V-파렌 나가사키, 츠바이겐 가나자와에서 활동하였다.